# Joseph Arch

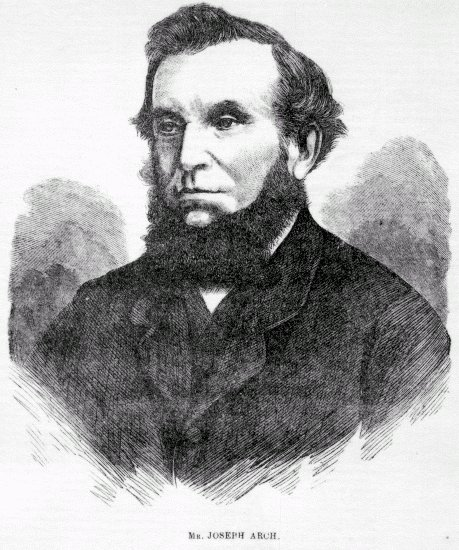
Joseph Arch.

Joseph Arch, född 10 november 1826, död 12 februari 1919, var en engelsk politiker och fackföreningsledare.

## Biografi
Arch föddes och växte upp i ett arbetarhem och var under flera år lantarbetare. När efter 1867 års reformbill fackföreningsidéerna började vinna spridning på landsbygden, ställde Arch sig i spetsen för lantarbetarna. Med anledning av en lantarbetarstrejk 1872 i Archs hemort Warwickshire grundade han där den första lokala fackföreningen på landet, som snart följdes av flera, av Arch förenade till centralorganet National agricultural laburers' union. Arch ägnade sig därefter åt arbete inom fackföreningen, genom vilken han i stor utsträckning lyckades förbättra lantarbetarnas levnadsvillkor. 1873 företog han en resa till Kanada för att studera arbetarfrågan, närmast i samband med emigrations- och immigrationsproblem. Arch invaldes 1885 i underhuset, där han samma år kunde inregistrera betydande politiska framgångar, och tillhörde sedan parlamentet under olika perioder till och med 1901. Den radikala grevinnan av Warwick, inom vilkens grevskap Arch föddes och dog, har efter hans diktamen skrivit ned biografin: Joseph Arch, the story of his life, told by himself (1898).